# Christian Ehrenfried Charisius (Politiker, 1722)
Christian Ehrenfried Charisius (* 20. September 1722 in Stralsund; † 17. Mai 1773 in Wismar) war ein deutscher Jurist, Politiker und Bürgermeister Stralsunds.
Christian Ehrenfried Charisius war der Sohn des Stralsunder Bürgerworthalthalters und Kammersekretärs Carl Christian Charisius und dessen Frau Beate Friederike Gerdes. Er besuchte das Stralsunder Gymnasium und studierte anschließend Rechtswissenschaften. Er war von 1747 an Syndicus und ab 1757 Protosyndikus. Unter dem Namen von Charisien wurde er 1761 in den schwedischen Adelsstand erhoben. Von 1764 bis 1773 war er Bürgermeister von Stralsund. Außerdem wurde er 1766 zum königlich-schwedischen Landrat ernannt. In dieser Zeit wurde er viermal als Abgeordneter Schwedisch-Pommerns nach Stockholm entsandt. 1773 wurde er als Assessor an das Wismarer Tribunal berufen, starb jedoch bald darauf.

## Familie
Sein Großvater Christian Ehrenfried Charisius war von 1681 bis 1697 ebenfalls Bürgermeister Stralsunds. Sein Onkel Johann Ehrenfried Charisius hatte dieses Amt von 1733 bis 1760 inne.
Christian Ehrenfried Charisius war seit 1748 mit Catharina Gertrud Schwartz (1728–1785) verheiratet, der Tochter des Stralsunder Bürgermeisters Christian Schwartz († 1753). Beide wurden in der Dorfkirche Pütte begraben. Ihr Sohn Carl Ehrenfried Charisius (1749–1794) wurde Regierungsrat in Schwedisch-Pommern und Gesandter am preußischen Hof.